# 猫儿刺
猫儿刺（学名：Ilex pernyi）为冬青科冬青属的植物，为中国的特有植物。分布于中国大陆的浙江、湖北、安徽、陕西、甘肃、贵州、四川、河南等地，生长于海拔1,050米至2,500米的地区，常生于山坡、山谷林中及路旁灌丛中，目前已由人工引种栽培。

## 别名
老鼠刺（陕西、四川），狗骨头（陕西平利），裴氏冬青（峨眉植物图志），八角刺（江西安福）